# عملية فيجيجي
عملية فيجيجي (عملية القرى) كانت تمرينًا في الهندسة الاجتماعية تم تنفيذه في تنزانيا ما بعد الاستعمار في عام 1973. تضمنت العملية نقل عدة آلاف من التنزانيين الريفيين إلى قرى أوجاما، وهذه العملية هي قسرية في بعض الأحيان، من أجل تسهيل الزراعة المجتمعية والخدمات العامة. كان القصد أن ينتقل جميع سكان الريف بحلول عام 1976. كان المشروع ولا يزال مثيرًا للجدل وتم التخلي عنه في الثمانينيات. ثم حاول العديد من الأشخاص العودة إلى ديارهم السابقة، مما أدى إلى نزاعات واسعة النطاق على الأراضي.